# Brun momie

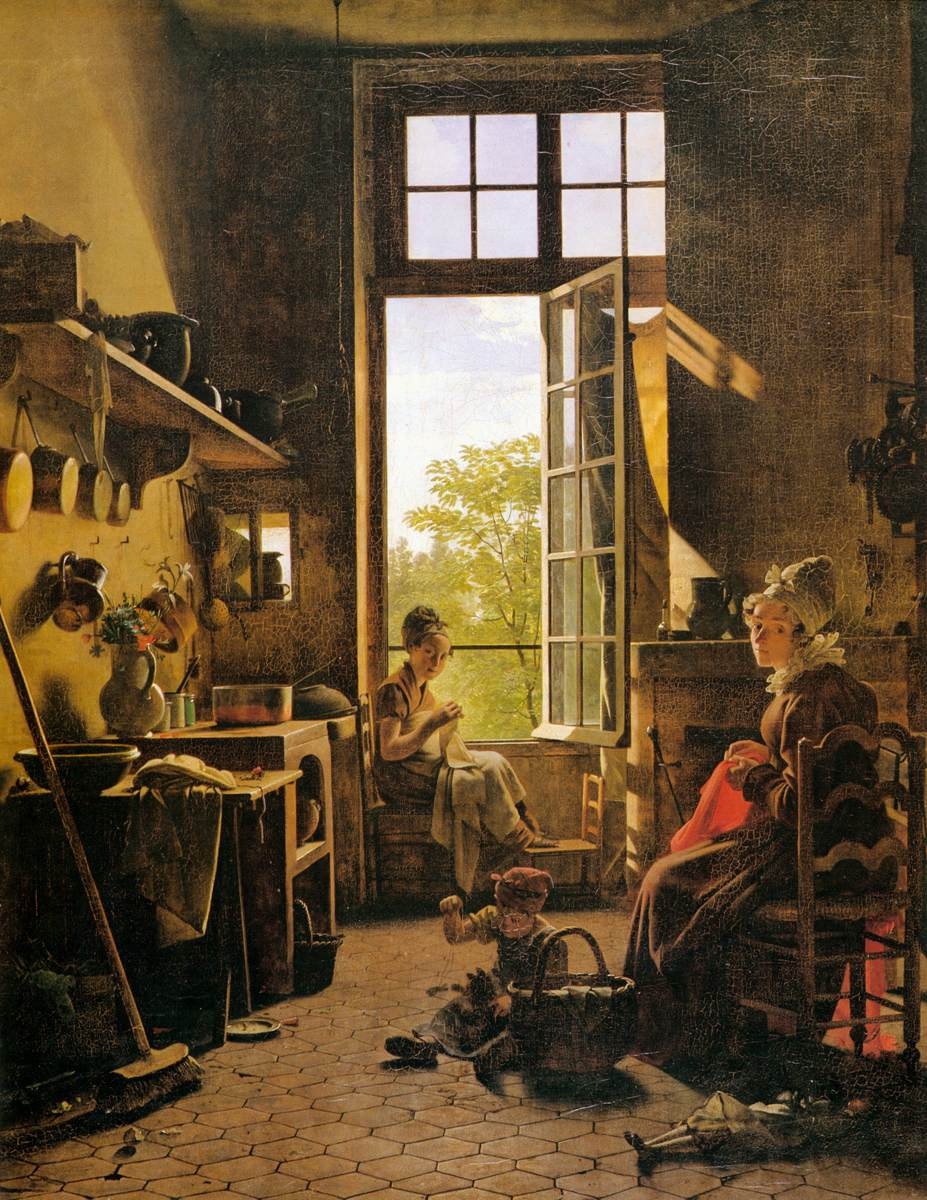
Intérieur d'une cuisine par Martin Drölling : un exemple supposé d'utilisation du « brun de momie ».

Le brun momie ou brun de momie est un pigment brun-rouge utilisé en peinture d'art surtout en Angleterre au XIXe siècle. Le brun de momie a été réputé fabriqué en broyant des momies embaumées avec des résines d'Égypte ancienne. Il était sans doute souvent produit à partir de contrefaçons contenant principalement du bitume ou de l'asphalte ; la « momie » désignait anciennement toute forme de bitume, et, à l'époque ou l'usage du « brun de momie » se répand, ce terme désigne une huile brune à séchage rapide. Les marchands de couleurs pouvaient d'ailleurs obtenir dès cette époque n'importe quelle nuance de brun en mélangeant des pigments, comme on le fait aujourd'hui pour les bruns de momie qui ne sont plus qu'un nom de couleur de fantaisie.
La composition des bruns de momie utilisés au XIXe siècle en peinture a fait l'objet de recherches physiques et chimiques, qui n'ont pu parvenir à des conclusions certaines sur leur origine et leur fabrication.

## Nature du pigment

### Lamumiaoumumieoumomie

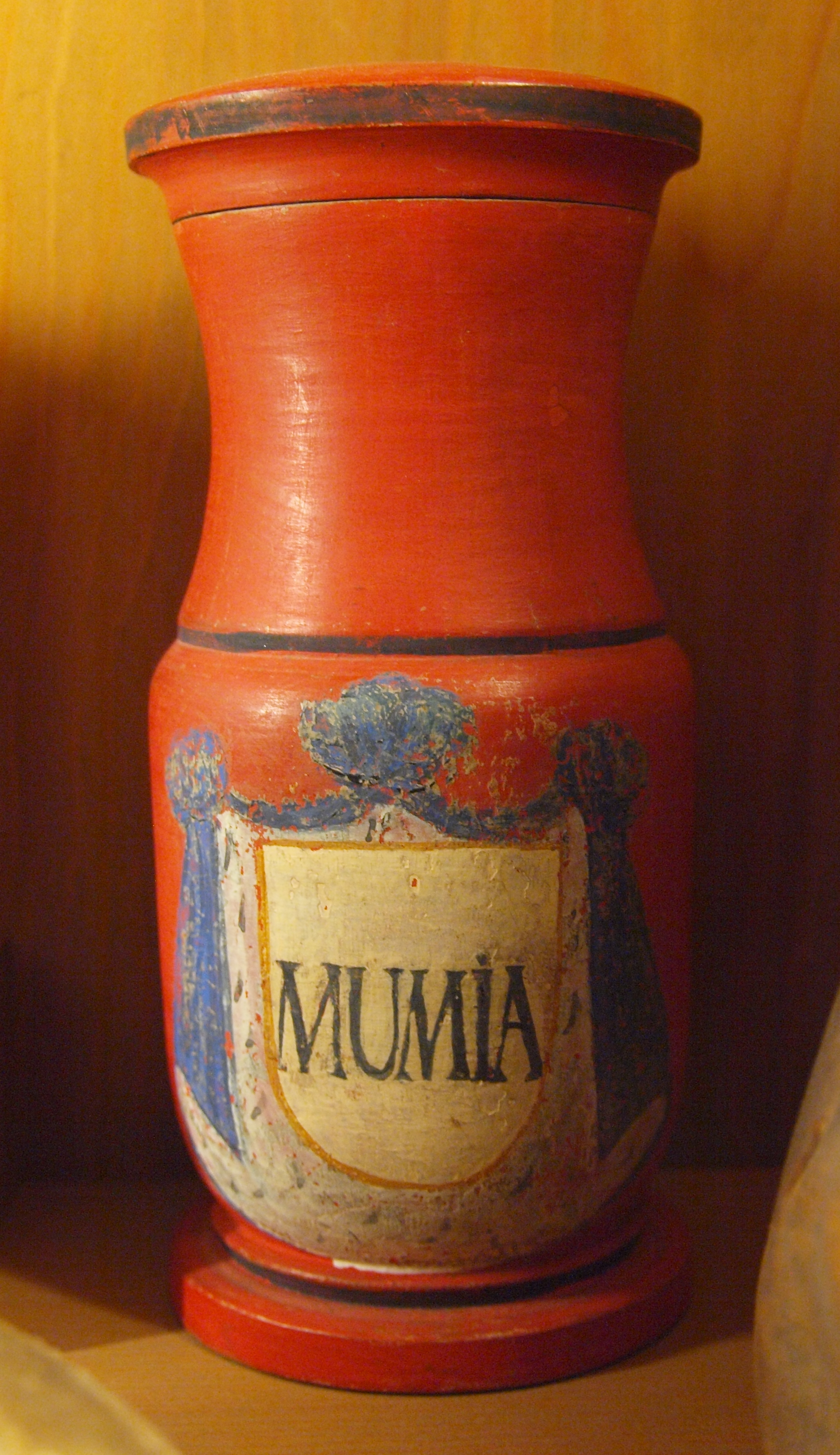
Pot de « Mumia » d'apothicaire du XVIIIe siècle.

Furetière note que « Momie » ou « Mumie », outre le sens de corps embaumé, « est aussi une drogue medecinale, une composition visqueuse mélangée de bitume et de poix, découlant des montagnes et forêts d'Arabie, ou autres pays chauds de l'Orient (…) Ménage après Bochart dérive ce mot de l'Arabe mummia, qui a été fait de mum qui signifie cire ». Pour Thomas Corneille, c'est une « composition faite de poix et d'asphalte (…) et aussi, quoiqu'improprement, les cadavres embaumés de poix et de bitume qu'on apporte d'Égypte ».  Il est très douteux que cette substance ait jamais eu de rapport avec des momies réduites en poudre ; selon un voyageur, c'est purement et simplement du bitume, comme le dit aussi Buffon. Il se peut que le mot ait désigné des exsudats de cadavres embaumés. Importée du Moyen-Orient à un prix modéré, la mumia servait pour préparer des emplâtres et pansements pour hommes et chevaux.
Cependant, le trafic de momies, entières ou en morceaux, bien qu'illégal, est attesté, dès le XVIe siècle. On broyait des momies à fins médicinales, croyant aux vertus de cette substance,. Ambroise Paré, qui nie l'effet thérapeutique de la substance, rapporte que les momies exportées d'Égypte étaient déjà pour la plupart des contrefaçons.

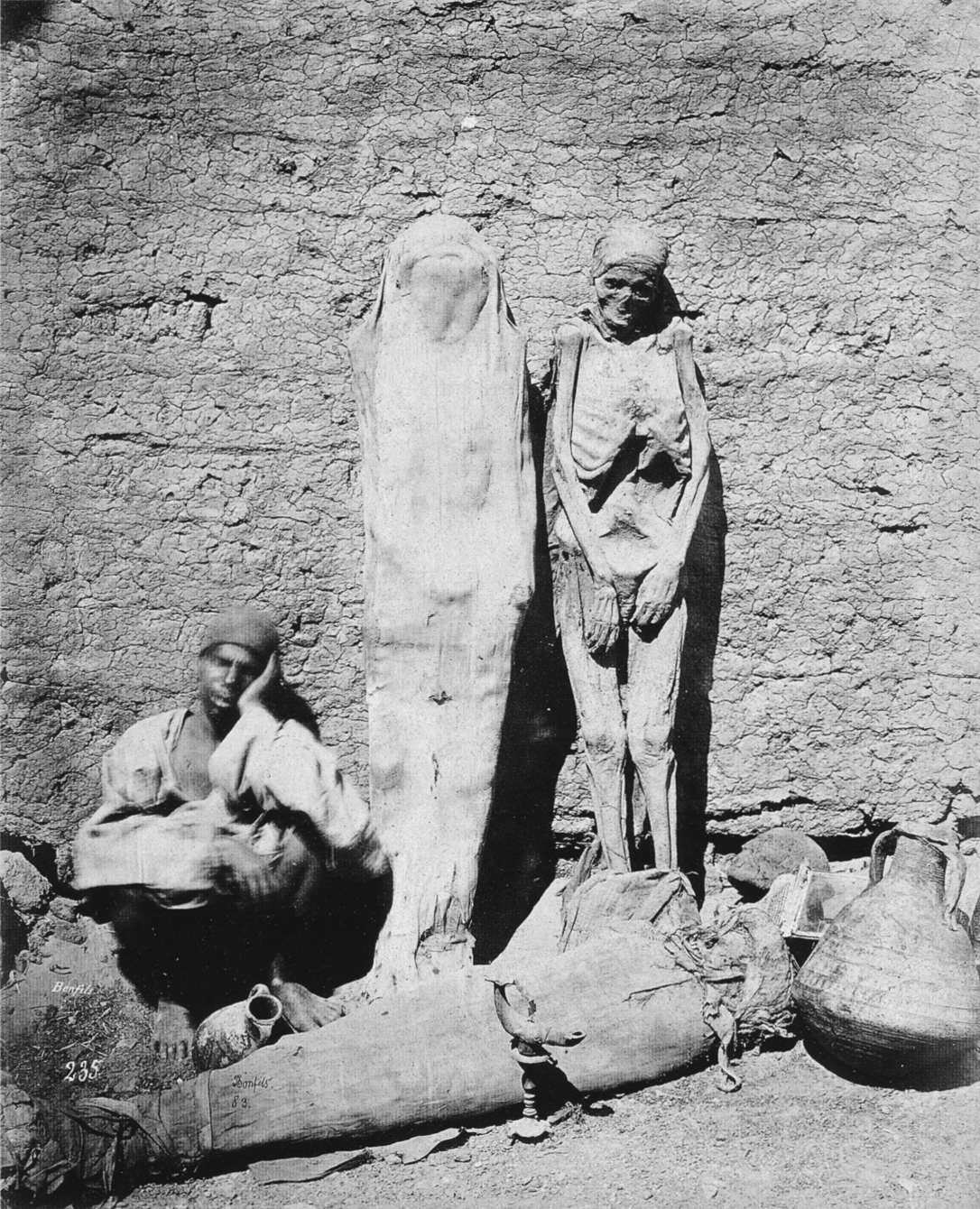
Un vendeur de momies par le photographe Félix Bonfils.

Dès le XVIIe siècle, les momies se vendent comme des antiquités et objets de curiosité. Vers 1702, leur apparence est suffisamment connue pour qu'on puisse comparer la figure d'un homme à celle d'une « momie d'Égypte ». Valmont de Bomare avise les curieux qu'« il ne faut pas croire que les momies du commerce soient véritablement tirées des tombeaux des anciens Égyptiens, celles-là sont trop rares ». Théophile Gautier présente en 1840, dans la nouvelle « Le pied de momie », l'attitude romantique vis-à-vis de ces objets vaguement inquiétants.
À la fin du XIXe siècle, les Britanniques importaient les momies en masse, les transformant en engrais.

### Pigment
Le « brun Momie » était appliqué au XIXe siècle avec de l'huile, cette couleur donnait des effets variés de transparence ou d'opacité. La dénomination « Brun de Momie » est essentiellement anglaise et la traduction de « Mummy Brown ». 
On commença à utiliser des extraits des momies comme pigment au XVIe siècle. Un traité hollandais du XVIe siècle attribue cette invention « convenant pour cheveux et draperies, et (…) généralement utile » à l'entourage de Van Mander. Lomazzo compte l'asphalte et la « mumia » parmi les couleurs qui servent à peindre les ombres de chairs sans qu'on puisse savoir ce qu'est cette substance parmi celles qu'Ambroise Paré décrivait trois ans plus tôt. Les momies antiques, broyées, produisaient un pigment brun transparent similaire à l'asphalte, et, compte tenu du sens du mot mummia en arabe, on croyait depuis le Moyen Âge que le bitume était à la base de la conservation des momies, bien qu'il n'ait servi que tardivement en Égypte pour l'embaumement.
Au XVIIe siècle, diverses momies, d'Orient, végétale ou autres terres comme la terre d'Ombre, la terre verte brûlée ou le brun Van Dyck fournissent des bruns aux peintres.
Le « brun de momie » semble avoir été surtout en usage en Angleterre à partir du milieu du XVIIIe siècle. En 1797, « Un Manuel de couleurs publié à Londres proclame que le meilleur brun utilisé en glacis par Benjamin West, président de la Royal Academy, est « de la chair de la momie, dont les parties charnues sont les meilleures ». En 1809, le chimiste Field obtint un échantillon de momie d'Égypte. Son étude de la poudre de momie comme pigment conclut contre son usage, en raison de sa variabilité excessive. Malgré cette opinion technique défavorable et l'abondance de pigments bruns disponibles, le composé pigmentaire obtenu à base de momie reste en vogue. D'une part, le courant romantique anglais manifeste un goût prononcé pour le macabre, l'exotique, le bizarre ; d'autre part, l'assimilation du corps mort embaumé à l'immortalité, qui avait présidé à l'usage de la momie comme remède, peut aussi bien jouer dans son emploi comme pigment pour des œuvres que l'artiste souhaite immortelles. Les peintres anglais préraphaélites en auraient beaucoup fait usage. Les autres tendances cherchaient des couleurs dans les nouveautés synthétiques que la chimie produisait à la même époque. Le pigment figure encore dans un ouvrage technique de 1890, mais il perd ses adeptes. Selon un souvenir de Georgiana, épouse d'Edward Burne-Jones, celui-ci croyait que brun de momie était un nom de fantaisie. Apprenant  l'origine macabre d'un de ses tubes de peinture, il l'enterra en cérémonie dans son verger. Le « Mummy brown » se trouve en boutique jusque vers 1925. En 1964, Time magazine rapporte que le dernier distributeur à Londres a épuisé son stock quelques années auparavant.
En France, l’Encyclopédie méthodique donne en 1788 la première référence explicite à l'usage de pigment extrait de momie egyptienne, avec de nombreuses réserves quant à son usage : « Sa nature est résineuse, et elle reste, en quelque sorte, gluante après avoir été broyée. (…) La mumie sèche très-difficilement on peut même dire qu'elle ne sèche presque jamais, si elle est employée avec l'huile simple. (…) Nous avons remarqué que cette couleur souffre difficilement le mélange de toute autre, à moins que ce ne soit tout au plus de la laque ». Ces remarques s'appliquent au bitume, et ouvrage ne comporte pas d'article « Asphalte » ni « Bitume » qui rende sûr qu'il ne s'agit pas du même produit. Il renvoie en conclusion à Valmont de Bomare, qui indique que la plupart des momies du commerce sont fabriquées récemment avec du bitume. Il n'empêche que dans les années suivantes, la momie est « assez en vogue » pour qu'un auteur prenne la peine de la déconseiller aux jeunes artistes, pour les mêmes raisons, tout en approuvant l'usage du bitume dans certains cas. Paillot de Montabert en déconseille l'usage en 1829 pour les mêmes raisons que Field. La même année, le Manuel Roret du dessinateur et du peintre indique « Depuis qu'on est parvenu à obtenir le bitume à l'état de pureté, à le rendre siccatif et facile à broyer, on se sert beaucoup moins de la momie et du brun de Van-Dyck ». En 1833, le Manuel Roret du peintre l'expédie en trois lignes : « la momie, quoique assez en vogue, n'est ni solide ni à l'air ni au soleil. Elle sèche encore plus difficilement que le bitume ». Cet avis se retrouve dans les éditions successives. En 1843, l’Album, revue pédagogique, va plus loin : « on a dû renoncer dans la peinture à l'huile à quelques couleurs non susceptibles de s'allier aux corps gras (…) Il faut ranger parmi ces couleurs (…) la momie ». L'opinion technique défavorable subsiste en 1979 ; André Béguin écrit : « Bitume momie, couleur Brun roux, origine bitume naturel, le plus néfaste des pigments. Ne sèche jamais ». L'ambiguïté persiste, on ne peut savoir s'il s'agit d'une variété de bitume, qui en effet ne sèche jamais ou de poudre de défunt embaumé.
Au milieu du XIXe siècle, en France, momie ne désigne plus un produit importé, mais une nuance de brun, obtenue généralement avec du bitume. Les teintes brunes du bitume et de la momie correspondent, cependant, à un goût de l'époque. Théophile Gautier écrit : « Il y a d'ailleurs de quoi charmer un coloriste dans ces tons rancis de vieux tableaux, ces blondes fumées devançant le travail du temps ». Jules Adeline traite à la fin du siècle le « mummie » comme une couleur du siècle passé, « une couleur brune séchant très difficilement, et connue aujourd'hui sous les noms de bitume et de baume ou de terre de momie ».
Les expressions momie, mummy, bitume de Judée dit en anglais Mummy bistre ou Mummian, ne s'appliquent pas seulement à un pigment dans les écrits de cette époque. Il peut s'agir d'une huile fortement siccativée, de couleur brune, apte à durcir en surface. Ce liant laisse l'artiste pratiquer des reprises alors que la peinture est encore molle en profondeur. Sa présence a été démontrée dans des œuvres d'Ary Scheffer et de Pierre-Paul Prud'hon.
Jean Petit a étudié deux échantillons de « momie » broyé à partir des restes de petits animaux provenant de la collection de Louis Pasteur à l'École des Beaux Arts dans lesquels on notait l'absence de bitume. Les résidus de la poix à base de résine térébenthine, la gemme du pin, qui servait à embaumer chez les égyptiens les animaux et les hommes, forment le liant servant à tirer des glacis fins suivant la technique hollandaise de peinture. Cette couleur ocre-jaune appelée « momie » ou « jaune égyptien »  n'est pas un pigment.
Depuis longtemps, on sait que la composition de la poudre de momie est trop variable pour qu'elle soit détectée par la chimie dans la peinture ancienne. Elle dépend de l'époque de la momification ; les plus anciennes momies contiennent des résines, les plus récentes sont noires et contiennent des bitumes, tandis que le terme momie a pu désigner aussi des produits de remplacement. Par ailleurs, les marchands de couleur ajustaient la teinte en mélangeant plusieurs pigments bruns.
On a utilisé les moyens modernes d'analyse chimique sur un échantillon de pigment momie d'une collection de matériel artistique datant du XIXe siècle. Il n'a pas été possible de conclure dans un sens ou dans l'autre ; les momies, antiques ou contrefaites, sont de composition variable, et le pigment contient principalement un médium siccatif.

### Nom de couleur
Actuellement, le brun momie est un nom de couleur d'imitation, sans rapport avec sa composition. Les marchands de couleur produisent une teinte brune à partir d'oxydes de fer, de carbonate de calcium et de kaolin.
Parmi les oxydes de fer synthétiques, on peut signaler le Colour Index PR101, appelé le plus souvent rouge de Mars, dont un des noms, d'origine alchimique, Caput Mortuum, fait pendant à celui du brun momie.
Les marchands de couleur utilisent fréquemment des noms de pigments anciens comme bitume ou stil de grain que leur mauvaise qualité a fait abandonner pour désigner des compositions plus solides.

## Nuanciers
La couleur momie disponible chez les marchands de couleur est fort variable : Pastel Momie ; acrylique Morrelone - Caput Mortuum Violet - Brun Momie ; couleurs de décoration de porcelaine Brun momie ; pigment Mummy Deep Red Brick.